# Tuyến Hồng (Bangkok)

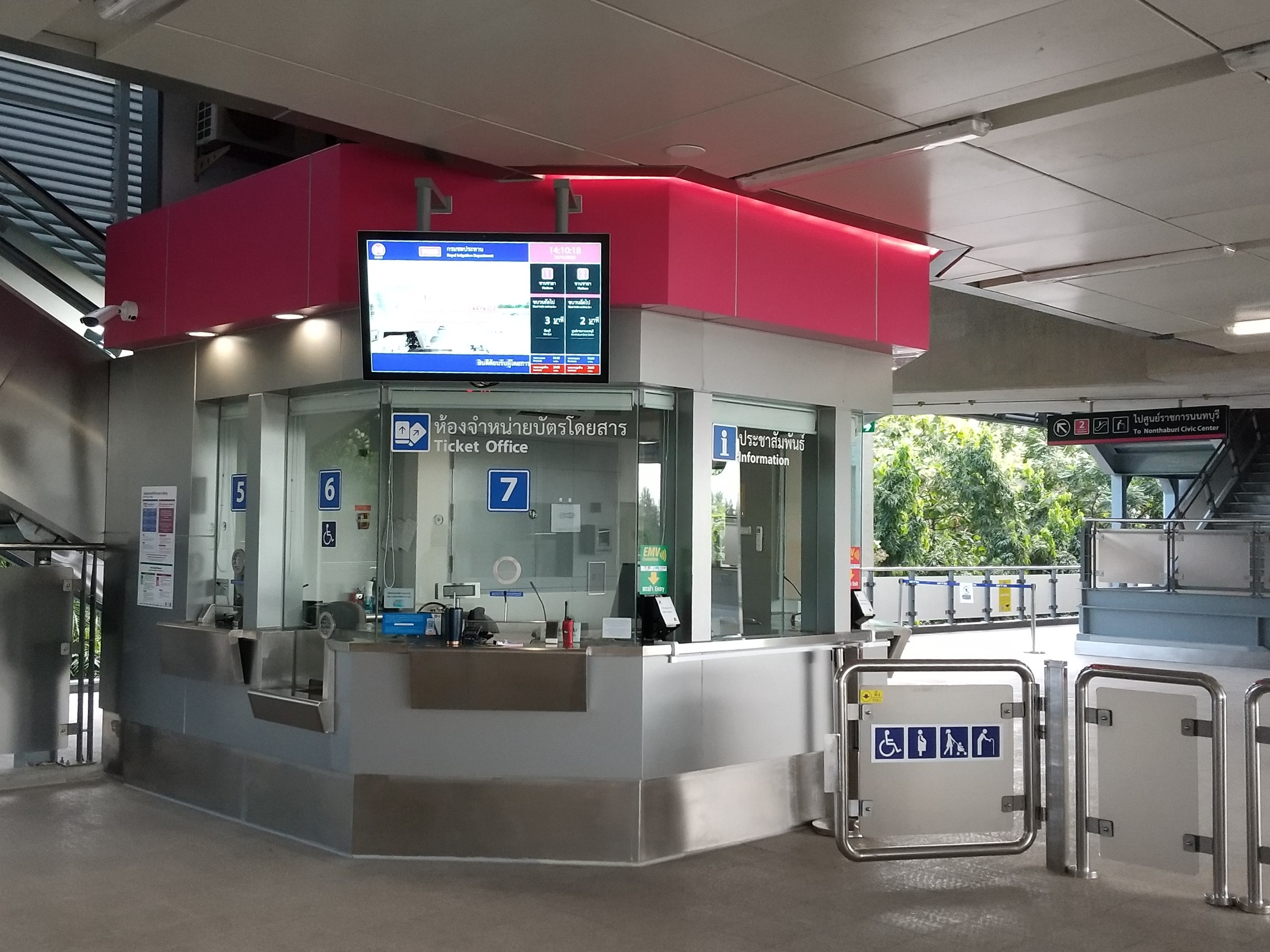
Quầy bán vé thủ công trên Tuyến Hồng

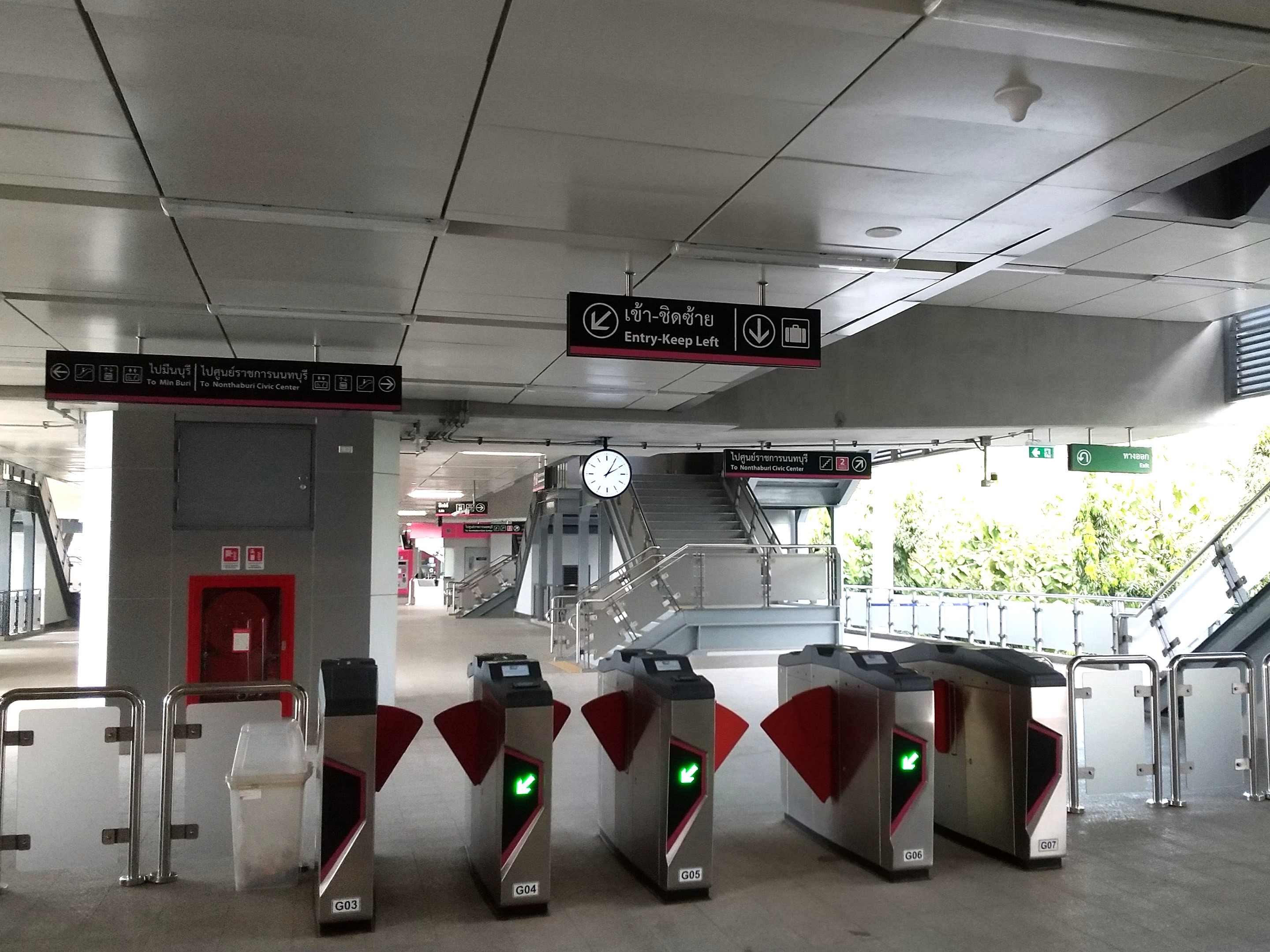
Cổng soát vé tại Ga Cục Thủy lợi Hoàng gia

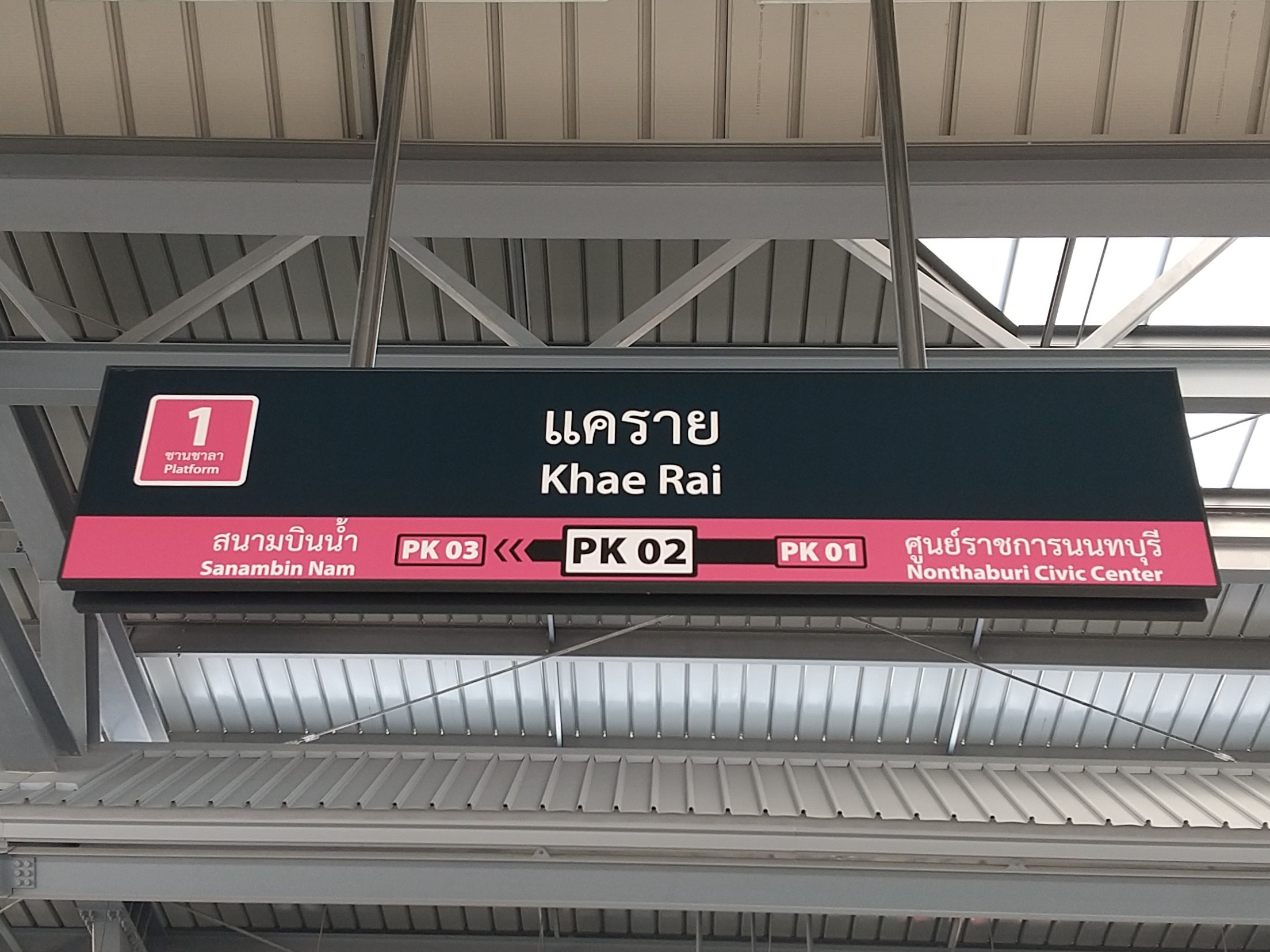
Biển báo tại Ga Khae Rai

MRT Tuyến Hồng (tiếng Thái: รถไฟฟ้ามหานคร สายสีชมพู) là một tuyến monorail trên cao của MRT ở Bangkok và Nonthaburi, Thái Lan. Tuyến monorail dài 34,5 kilômét (21,4 mi) với 30 nhà ga. Nó chạy dọc theo hướng Bắc của vùng đô thị Bangkok từ Trung tâm cộng đồng Nonthaburi ở huyện Pak Kret, Nonthaburi dọc theo hành lang giao thông đông-tây chính của Cao tốc 304 (đường Chaeng Wattana và Ram Inthra) đến ga cuối Min Buri ở Min Buri phía Đông Bangkok. Nó mở cửa vận hành thử vào ngày 21 tháng 11 năm 2023 với Thủ tướng Srettha Thavisin tham dự lễ khánh thành.
Tuyến này được thiết kế để liên kết khu vực phía Bắc của Bangkok và Nonthaburi kết nối với ba tuyến sẵn có và ba tuyến đường sắt khác trong tương lai. Tại Trung tâm cộng đồng Nonthaburi tuyến sẽ kết nối với MRT Tuyến Tím và MRT Tuyến Nâu dự án. Tuyến cũng giao với Tuyến SRT Đỏ Đậm, BTS Tuyến Sukhumvit và BMA Tuyến Xám dự án. Tại ga cuối Min Buri, tuyến sẽ kết nối với MRT Tuyến Cam.

## Nhà ga
Ban đầu, tuyến được thiết kế với 24 nhà ga. Tuy nhiên, sáu nhà ga mới được thêm vào cuối năm 2012 nâng tổng số thành 30 nhà ga.
| Mã số                   | Tên ga                         | Tên ga                | Hình ảnh | Mở cửa               | Ke ga                 | Chuyển đổi                                   | Ghi chú |
| Mã số                   | Tiếng Anh                      | Tiếng Thái            | Hình ảnh | Mở cửa               | Ke ga                 | Chuyển đổi                                   | Ghi chú |
| ----------------------- | ------------------------------ | --------------------- | -------- | -------------------- | --------------------- | -------------------------------------------- | --- |
| PK01                    | Trung tâm cộng đồng Nonthaburi | ศูนย์ราชการนนทบุรี        |          | 21 tháng 11 năm 2023 | Side                  | Kết nối đến MRT và MRT (tương đương).        | Lối thoát đến: • Ủy ban Phát thanh và Viễn thông Quốc gia • Trung tâm cộng đồng Nonthaburi • Esplanade Cineplex Ngamwongwan – Khae Rai • Quản trị kinh doanh Siam Cao đẳng công nghệ Nonthaburi • Công viên Makut Rommayasaran |
| PK02                    | Khae Rai                       | แคราย                 |          | 21 tháng 11 năm 2023 | Ke ga bên             |                                              | Lối thoát đến: • Central Chest Institute of Thailand • Lotus's Rattanathibet • Văn phòng Giao thông Tỉnh Nonthaburi |
| PK03                    | Sanambin Nam                   | สนามบินน้ำ              |          | 21 tháng 11 năm 2023 | Ke ga bên             |                                              | Lối thoát đến: • Trường Tansamrit Wittaya • Cục Hậu cần Quân đội |
| PK04                    | Samakkhi                       | สามัคคี                 |          | 21 tháng 11 năm 2023 | Side                  |                                              | Lối thoát đến: • Chợ phiên - Huyện Pakret • Chonlaprathan Songkro School |
| PK05                    | Cục Thủy lợi Hoàng gia         | กรมชลประทาน           |          | 21 tháng 11 năm 2023 | Ke ga bên             |                                              | Lối thoát đến: • Cục Thủy lợi Hoàng gia • Trường Chonprathan Wittaya • Wat Cholpratarn Rangsarit • Trung tâm y tế Panyananthaphikkhu • Club Golf Course Irrigation |
| PK06                    | Yaek Pak Kret                  | แยกปากเกร็ด            |          | 21 tháng 11 năm 2023 | Ke ga bên             |                                              | Lối thoát đến Major Hollywood Pak Kret |
| PK07                    | Pak Kret Bypass                | เลี่ยงเมืองปากเกร็ด       |          | 21 tháng 11 năm 2023 | Ke ga bên             |                                              | Lối thoát đến: • Big C Extra Chaeng Watthana 2 (Pak Kret) • HomePro Chaeng Watthana |
| PK08                    | Chaeng Watthana - Pak Kret 28  | แจ้งวัฒนะ-ปากเกร็ด 28    |          | 21 tháng 11 năm 2023 | Ke ga bên             |                                              | Lối thoát đến: • Central Chaengwattana • Công viên phần mềm Thái Lan • Học viện quản lý Panyapiwat • THE TARA CP ALL |
| PK09                    | Si Rat                         | ศรีรัช                  |          | 21 tháng 11 năm 2023 | Đảo ke ga             |                                              | Lối thoát đến: • Thai Watsadu Chaengwattana • Muang Thong Thani |
| PK10                    | Muang Thong Thani              | เมืองทองธานี            |          | 21 tháng 11 năm 2023 | Ke ga bên & đảo ke ga | Ke ga giao nhau với Tuyến Muang Thong Thani. | Lối thoát đến Makro Chaeng Watthana |
| PK11                    | Chaeng Watthana 14             | แจ้งวัฒนะ 14            |          | 21 tháng 11 năm 2023 | Ke ga bên             |                                              | Lối thoát đến: • Bệnh viên Mongkutwattana • Big C Chaengwatthana 1 (Laksi) • Charn tại The Avenue Chaengwatthana • TK. Palace Hotel & Convention •Quân khu 11 • Lotus's Chaengwattana |
| PK12                    | Chính phủ phức hợp             | ศูนย์ราชการเฉลิมพระเกียรติ |          | 21 tháng 11 năm 2023 | Ke ga bên             |                                              | Lối thoát đến: • Bộ Tư pháp • Đại đội trinh sát tầm xa số 1 • Lữ đoàn phòng không số 1 • Tòa án hành chính Thái Lan • Cục Lãnh sự • Cục điều tra đặc biệt • Tòa án thành phố Bắc Băng Cốc • Tòa án phá sản trung ương • Bộ Tư lệnh Lực lượng vũ trang Hoàng gia Thái Lan • Văn phòng Tổng kiểm toán • Khách sạn chính phủ phức hợp Centara Life & Trung tâm hội nghị Chaeng Watthana • Phòng Di trú 1 • Trung tâm hội nghị Vayupak |
| PK13                    | National Telecom               | โทรคมนาคมแห่งชาติ       |          | 21 tháng 11 năm 2023 | Ke ga bên             |                                              | Lối thoát đến: • National Telecom Public Company Limited • Tòa nhà Na-Nakorn • Văn phòng quận Lak Si • Văn phòng khu vực của NBTC 1 |
| PK14                    | Lak Si                         | หลักสี่                  |          | 21 tháng 11 năm 2023 | Ke ga bên             | Kết nối đến SRT .                            | Lối thoát đến: • IT Square Lak Si • Cao đẳng Công nghệ Rattanakosin • Trung tâm nghiên cứu và phát triển sinh học (CBRD) • Viện Sau Đại Học Chulabhorn • Bệnh viện Chulabhorn • Viện nghiên cứu Chulabhorn |
| PK15                    | Rajabhat Phranakhon            | ราชภัฏพระนคร           |          | 21 tháng 11 năm 2023 | Ke ga bên             |                                              | Lối thoát đến: • Đại học Phranakhon Rajabhat • MaxValu Supermarket Laksi |
| PK16                    | Wat Phra Sri Mahathat          | วัดพระศรีมหาธาตุ         |          | 21 tháng 11 năm 2023 | Ke ga bên             | Ga giao với BTS .                            | Lối thoát đến: • Văn phòng quận Bang Khen • Viện Sức khỏe và Sức khỏe Đô thị • Wat Phra Sri Mahathat Woramahawihan • Metropolitan Waterworks Authority Bang Khen • Đại học Krirk • Trường Thai Niyom Songkhrao • Trường trung học Wat Pra Sri Mahathat, Đại học Phranakhon Rajabhat |
| PK17                    | Ram Inthra 3                   | รามอินทรา 3            |          | 21 tháng 11 năm 2023 | Ke ga bên             |                                              | Lối thoát đến: • Central Ramindra • Bệnh viện KMB • Sân gôn Quân Đội Hoàng Gia Thái Lan |
| PK18                    | Lat Pla Khao                   | ลาดปลาเค้า             |          | 21 tháng 11 năm 2023 | Ke ga bên             |                                              | Lối thoát đến Big C Extra Ram Inthra |
| PK19                    | Ram Inthra Kor Mor 4           | รามอินทรา ก.ม.4        |          | 21 tháng 11 năm 2023 | Ke ga bên             |                                              | Lối thoát đến Foodland Ram Inthra |
| PK20                    | Maiyalap                       | มัยลาภ                 |          | 21 tháng 11 năm 2023 | Ke ga bên             |                                              | Lối thoát đến Văn phòng Tổng Thanh tra |
| PK21                    | Vacharaphol                    | วัชรพล                 |          | 21 tháng 11 năm 2023 | Ke ga bên             | Kết nối đến MRL (tương lai)                  | Lối thoát đến: • Chợ Liab Duan • Công viên Vachara Phirom |
| PK22                    | Ram Inthra Kor Mor 6           | รามอินทรา ก.ม.6        |          | 21 tháng 11 năm 2023 | Ke ga bên             |                                              | Lối thoát đến: • Trường Saiaksorn • Triamwit Pattana, Trường tiền y khoa |
| PK23                    | Khu Bon                        | คู้บอน                  |          | 21 tháng 11 năm 2023 | Ke ga bên             |                                              | |
| PK24                    | Ram Inthra Kor Mor 9           | รามอินทรา ก.ม.9        |          | 21 tháng 11 năm 2023 | Ke ga bên             |                                              | Lối thoát đến Bệnh viện Synphaet Ramintra |
| PK25                    | Đường vành đai - Ram Inthra    | วงแหวนรามอินทรา        |          | 21 tháng 11 năm 2023 | Ke ga bên             |                                              | Lối thoát đến: • Fashion Island & The Promenade shopping malls • Đường Kanchanaphisek |
| PK26                    | Nopparat                       | นพรัตน์                 |          | 21 tháng 11 năm 2023 | Ke ga bên             |                                              | Lối thoát đến: • Bệnh viện Nopparat Rajathanee • Siam Amazing Park • Boromrajonani College of Nursing Napparat Vajira |
| PK27                    | Bang Chan                      | บางชัน                 |          | 21 tháng 11 năm 2023 | Ke ga bên             |                                              | |
| PK28                    | Setthabutbamphen               | เศรษฐบุตรบำเพ็ญ         |          | 21 tháng 11 năm 2023 | Ke ga bên             |                                              | Lối thoát đến Trường Setthabutbamphen |
| PK29                    | Chợ Min Buri                   | ตลาดมีนบุรี              |          | 21 tháng 11 năm 2023 | Ke ga bên             |                                              | Lối thoát đến: • Chợ cuối tuần Chatuchak (Minburi) • Chợ Minburi • Cao đẳng công nghệ Minburi • Văn phòng An sinh xã hội Bangkok Khu vực 10 • Bệnh viện Navamin 9 |
| PK30                    | Min Buri                       | มีนบุรี                  |          | 21 tháng 11 năm 2023 | Ke ga bên             | Ga giao với MRT (đang xây dựng)              | |
| Tuyến Muang Thong Thani |                                |                       |          |                      |                       |                                              | |
| MT01                    | Impact Muang Thong Thani       | อิมแพ็คเมืองทองธานี       |          | 20 tháng 5 năm 2025  | Đảo ke ga             |                                              | Lối thoát đến: • Impact Arena • Kasikorn Business Technology Group • Wat Phasuk Maneechak • Đại học mở Sukhothai Thammathirat |
| MT02                    | Hồ Muang Thong Thani           | ทะเลสาบเมืองทองธานี     |          | 20 tháng 5 năm 2025  | Ke ga bên             |                                              | Lối thoát đến: • Impact Speed Park • Sân vận động Thunderdome • Cục Di trú • ibis Bangkok IMPACT • Novotel Bangkok IMPACT • Cục điều tra tội phạm mạng |

## Hoạt động

### Thời gian
| MRT Tuyến Hồng                  | MRT Tuyến Hồng        |
| Thời gian                       | Giãn cách (Phút:Giây) |
| Thứ Hai - Thứ Sáu               | Thứ Hai - Thứ Sáu     |
| ------------------------------- | --------------------- |
| 06.00 - 06.30                   | 10:00                 |
| 06:30 - 08:30                   | 05:00                 |
| 08:30 - 16:30                   | 10:00                 |
| 16:30 - 19:30                   | 05:00                 |
| 19:30 - 24:00                   | 10:00                 |
| Thứ Bảy đến Chủ Nhật và Ngày Lễ |                       |
| 06:00 - 24:00                   | 10:00                 |

| Tuyến Muang Thong Thani         | Tuyến Muang Thong Thani |
| Thời gian                       | Giãn cách (Phút:Giây)   |
| Thứ Hai - Thứ Sáu               | Thứ Hai - Thứ Sáu       |
| ------------------------------- | ----------------------- |
| 07.00 - 09.00                   | 06:00                   |
| 09:00 - 17:00                   | 10:00                   |
| 17:00 - 19:00                   | 05:00                   |
| 19:00 - 24:00                   | 10:00                   |
| Thứ Bảy đến Chủ Nhật và Ngày Lễ |                         |
| 06:00 - 24:00                   | 10:00                   |

### Lượt khách
| Lượt khách MRT Tuyến Hồng | Lượt khách MRT Tuyến Hồng | Lượt khách MRT Tuyến Hồng | Lượt khách MRT Tuyến Hồng | Lượt khách MRT Tuyến Hồng | Lượt khách MRT Tuyến Hồng |
| Năm                       | Quý                       | Lượt khách mỗi quý        | Lượt khách mỗi ngày       | Lượt khách mỗi năm        | Ghi chú |
| ------------------------- | ------------------------- | ------------------------- | ------------------------- | ------------------------- | --- |
| 2024                      | Q1                        | 4.698.403                 | 51.631                    | 18.416.446                | Đoạn PK01Trung tâm cộng đồng Nonthaburi - PK30Min Buri chính thức mở cửa ngày 7 tháng 1 năm 2024. |
| 2024                      | Q2                        | 4.671.647                 | 51.337                    | 18.416.446                | |
| 2024                      | Q3                        | 5.459.624                 | 59.344                    | 18.416.446                | |
| 2024                      | Q4                        | 5.295.415                 | 57.559                    | 18.416.446                | |
| 2025                      | Q1                        | 5.496.706                 | 61.075                    | 8.799.033                 | Chính sách giao thông công cộng miễn phí được thực hiện từ ngày 25 đến ngày 31 tháng 1 năm 2025. Dịch vụ tàu dừng tạm thời do Động đất Myanmar 2025 vào ngày 28 tháng 3 năm 2025.                                                 |
| 2025                      | Q2                        | 3.302.327                 | 54.137                    | 8.799.033                 | Tuyến hoạt động trở lại vào ngày 1 tháng 4, ngoại trừ Ga Min Buri, hoạt động từ ngày 16 tháng 4 năm 2025.PK10 Đoạn Muang Thong Thani - MT02 Hồ Muang Thong Thani vận hành thử nghiệm từ ngày 20 tháng 5 năm 2025. As of May 2025. |

## Hình ảnh

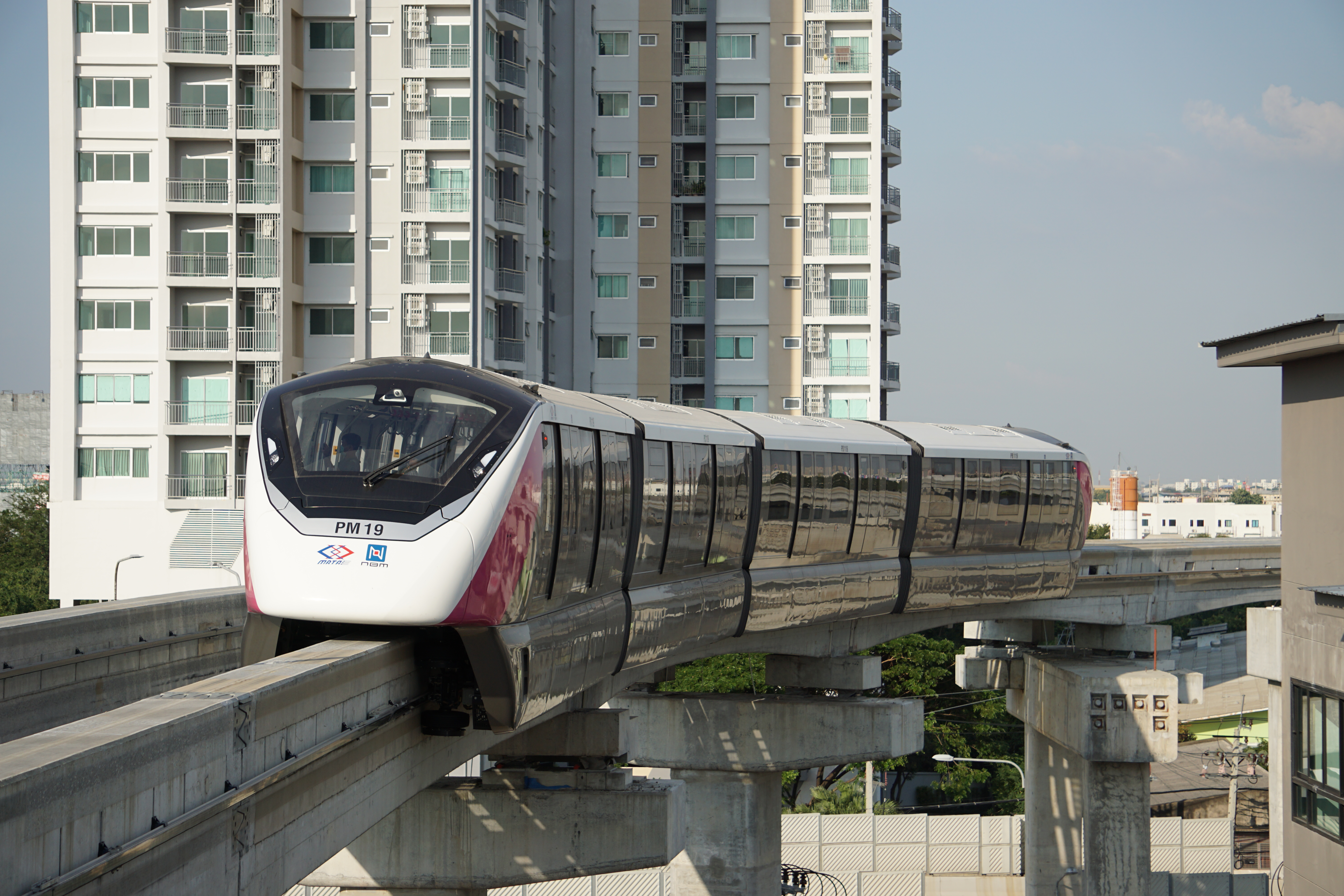
Alstom Innovia Monorail 300 tại PK04 Ga Samakkhi
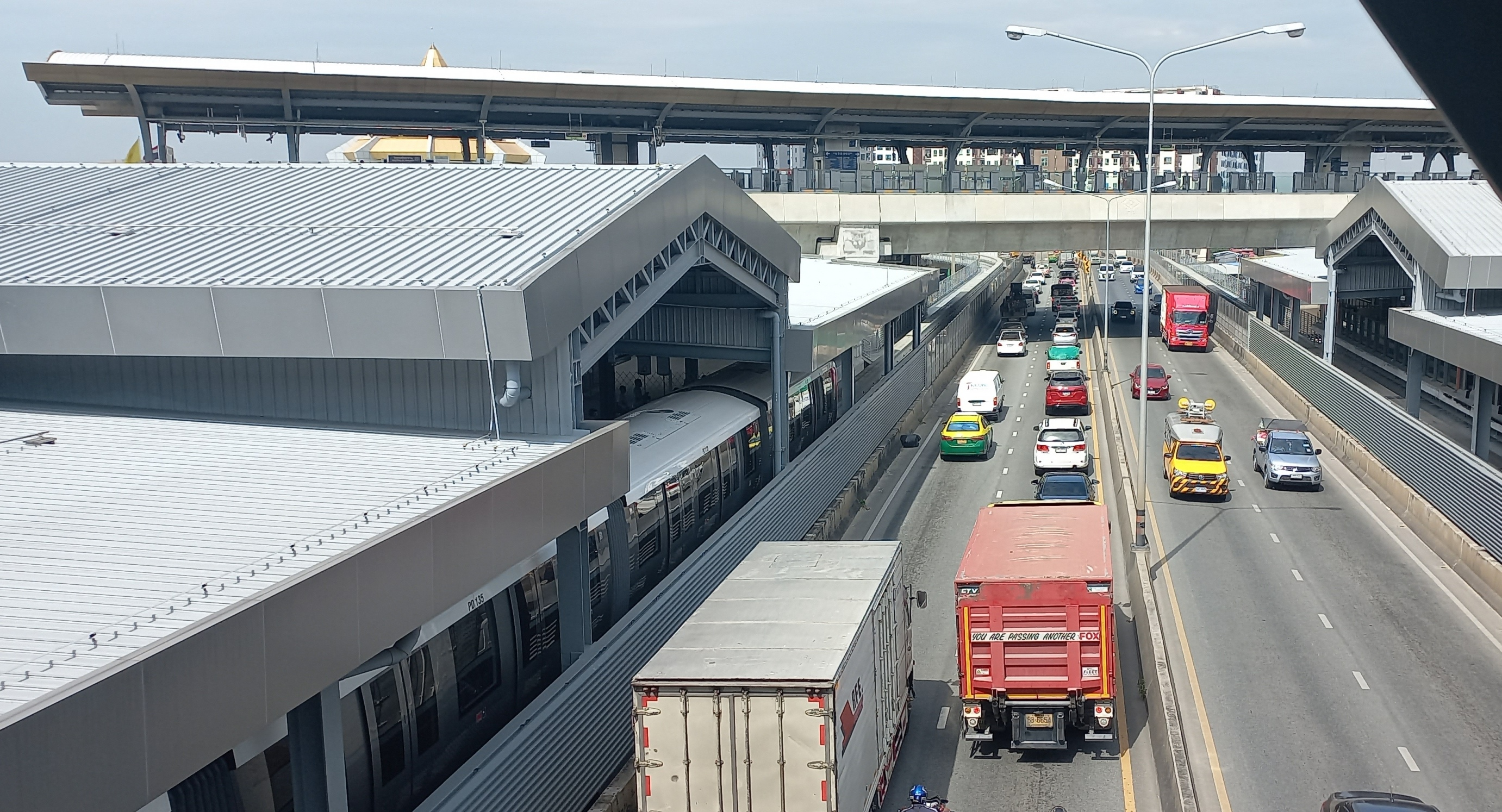
Ke ga PK16 Ga Wat Phra Si Mahathat được tách ra bởi vòng xoay Bang Khen.
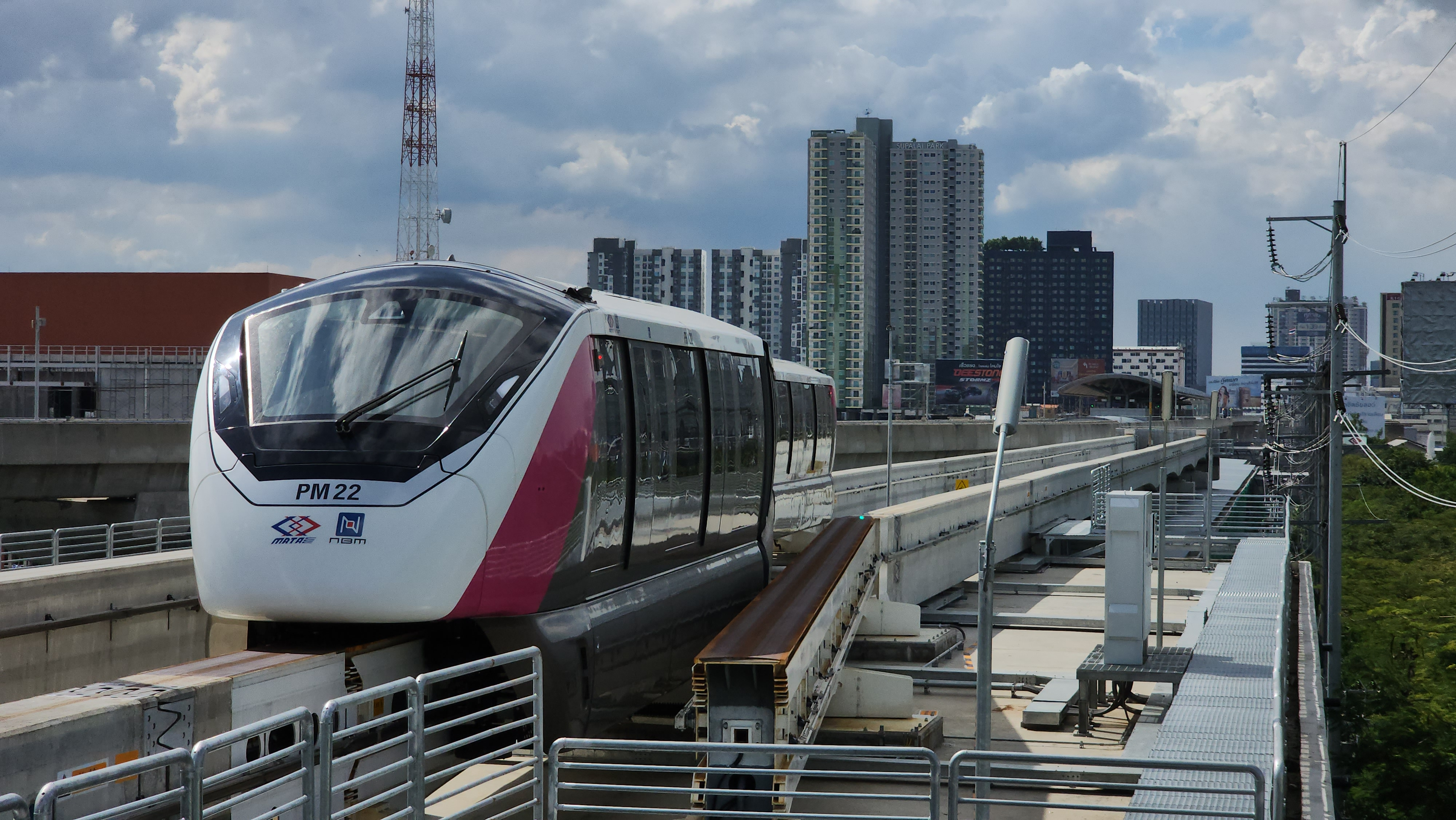
Alstom Innovia Monorail 300 chạy đến PK01 Ga trung tâm cộng đồng Nonthaburi.
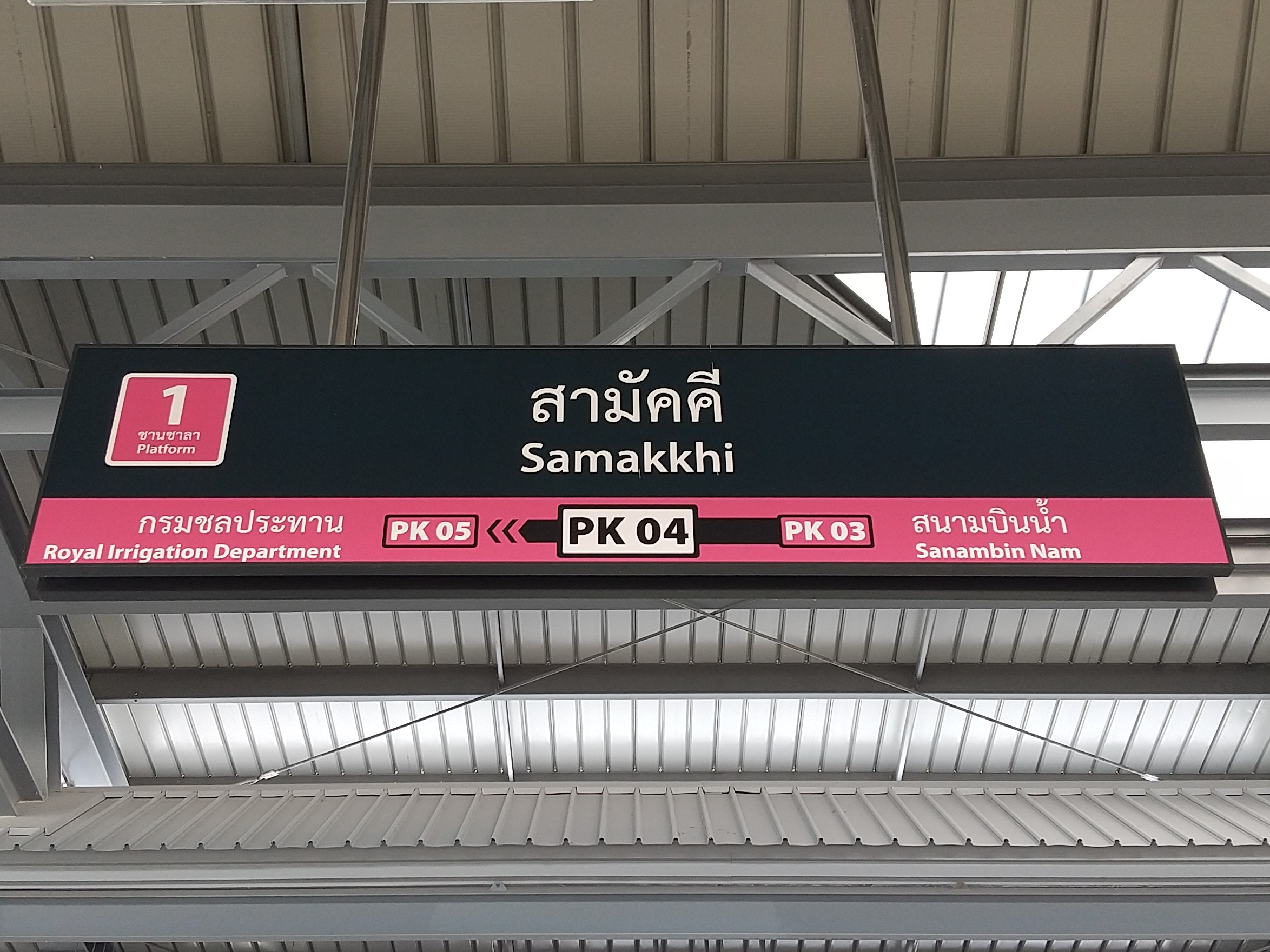
Bảng hiệu ga MRT Tuyến Hồng.
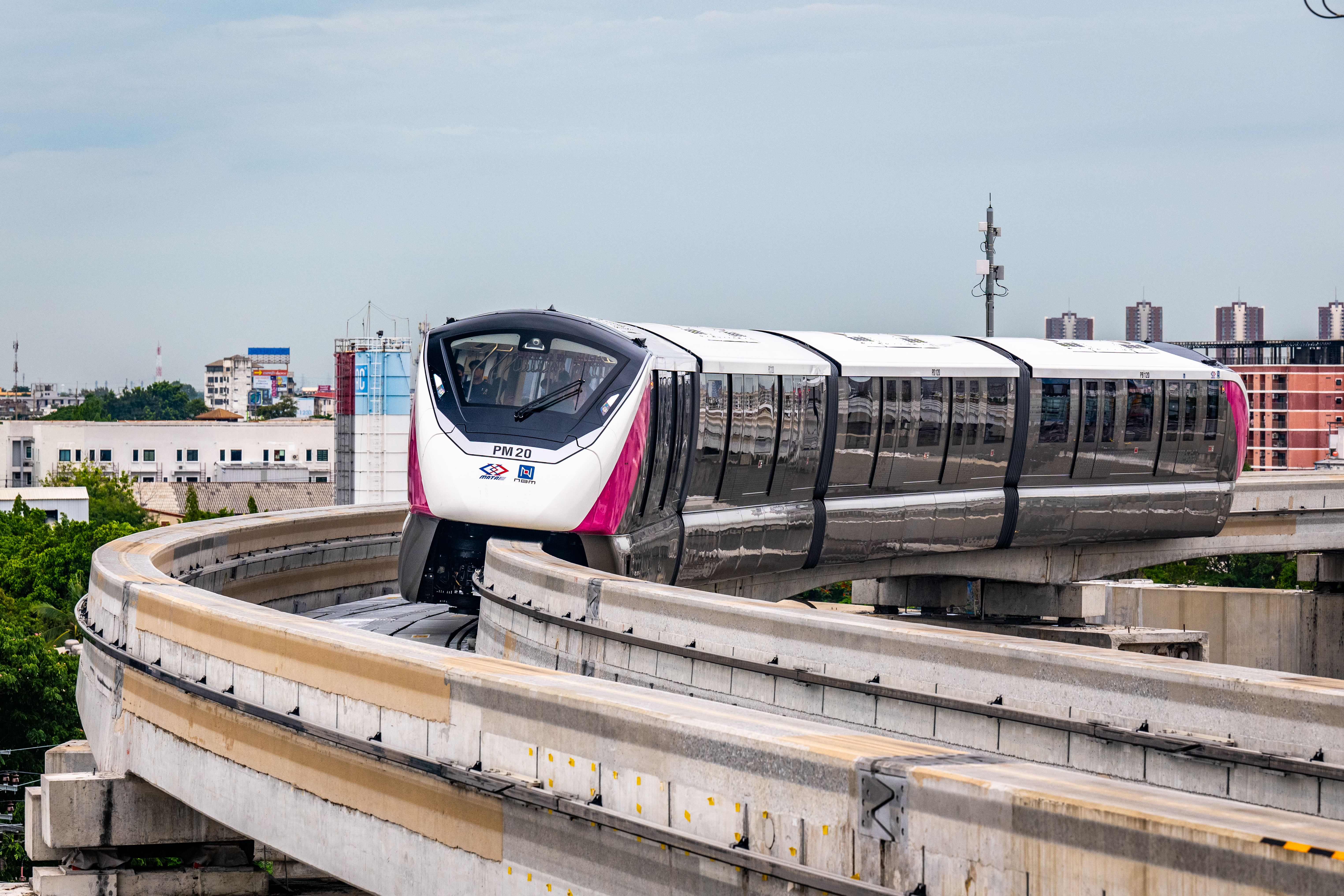
Cảnh đoàn tàu tiến về PK06 Ga Yaek Pak Kret station.
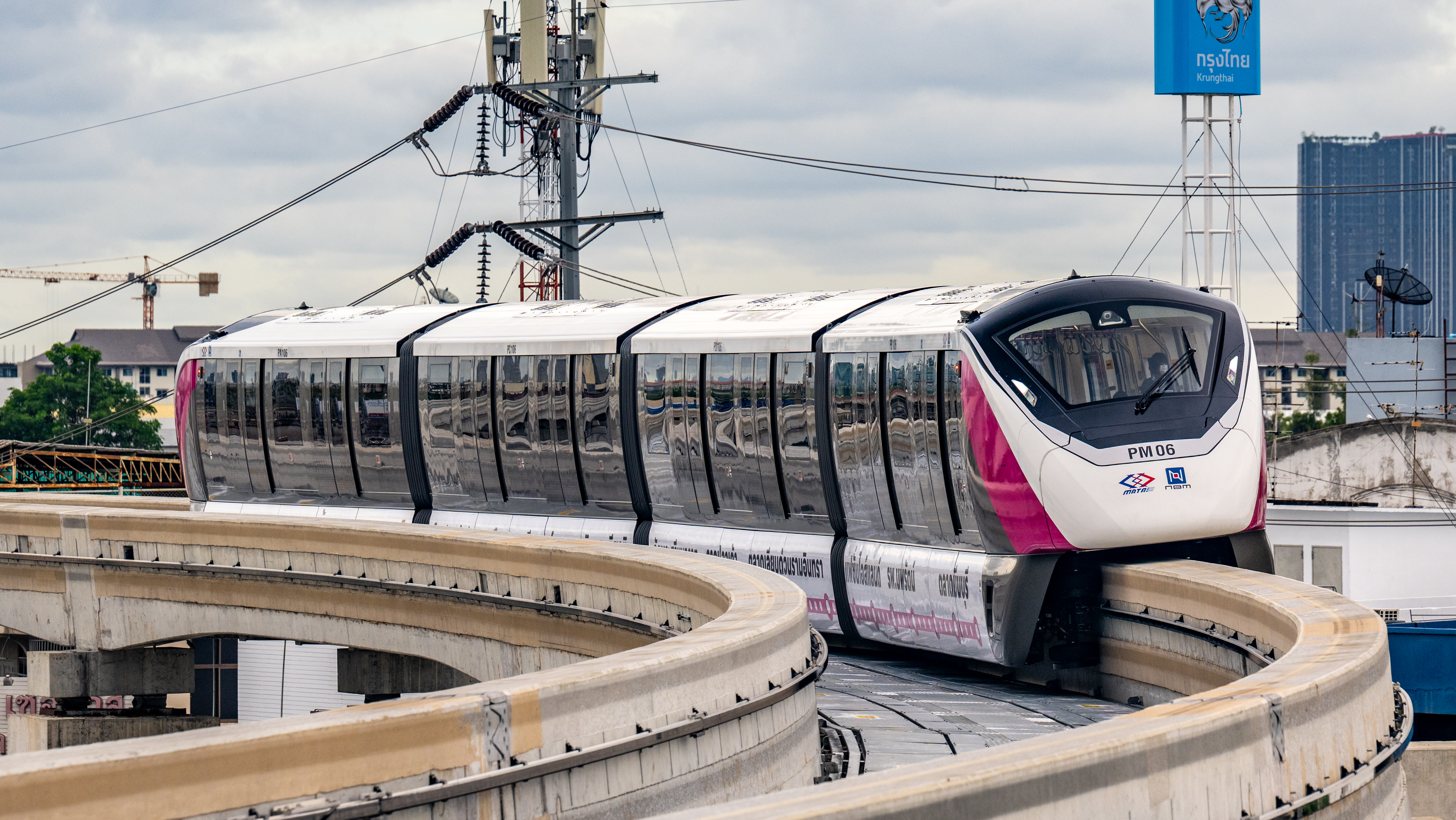
Đoàn tàu tiến về PK06 Ga Yaek Pak Kret.
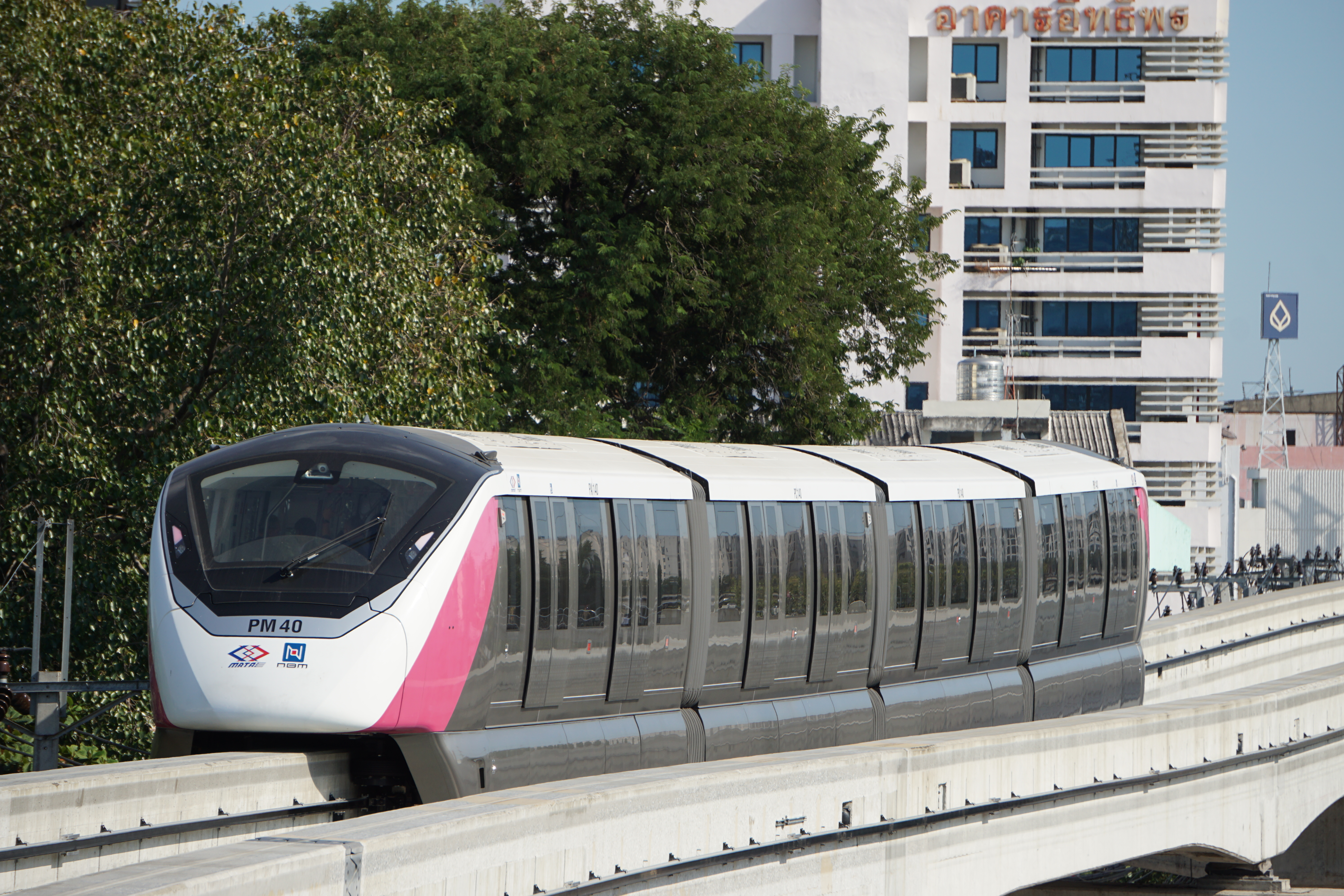
Tàu MRT Tuyến Hồng tại PK14 Ga Lak Si.
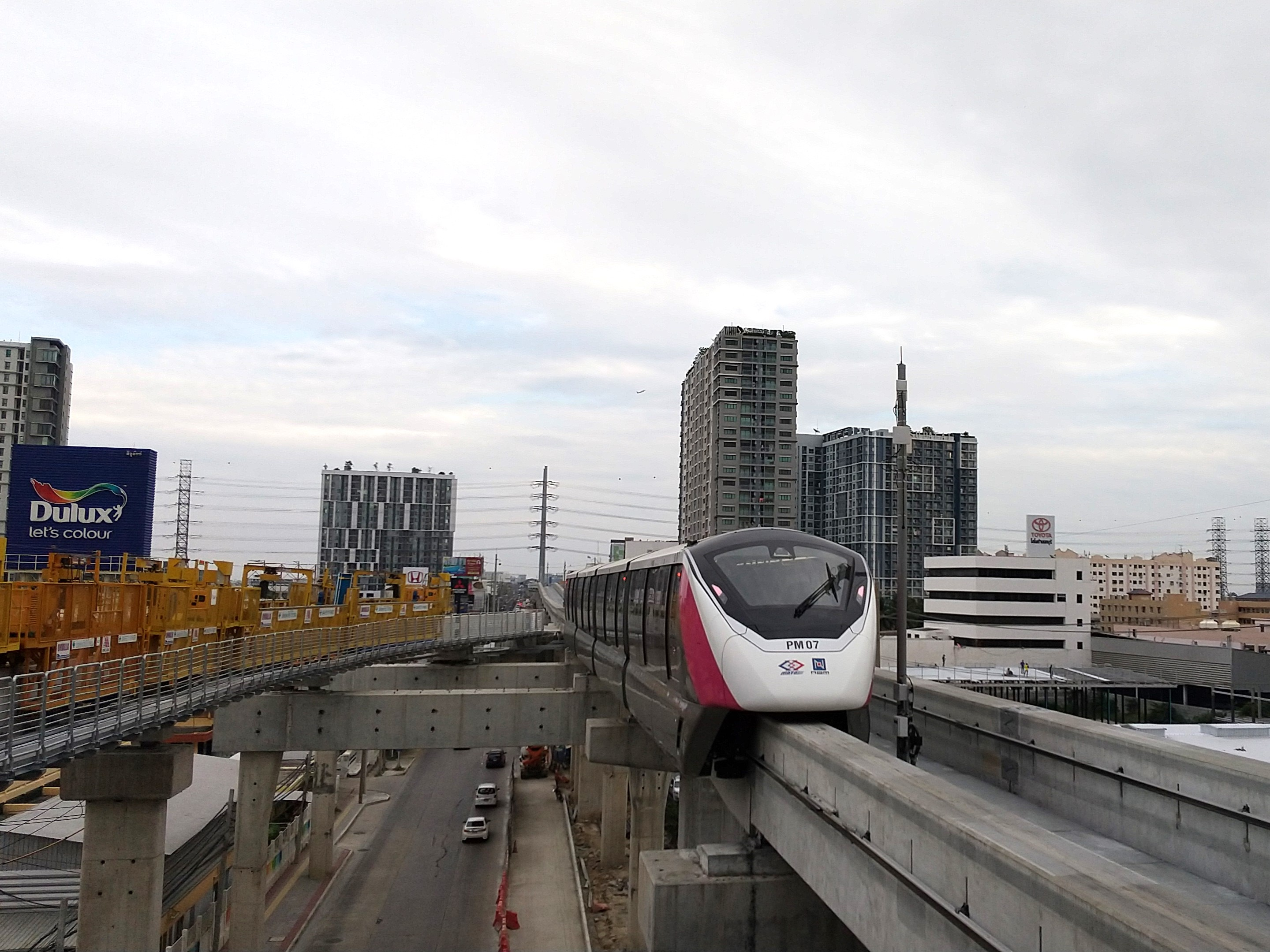
Tàu MRT Tuyến Hồng tại PK10 Ga Mueang Thong Thani.
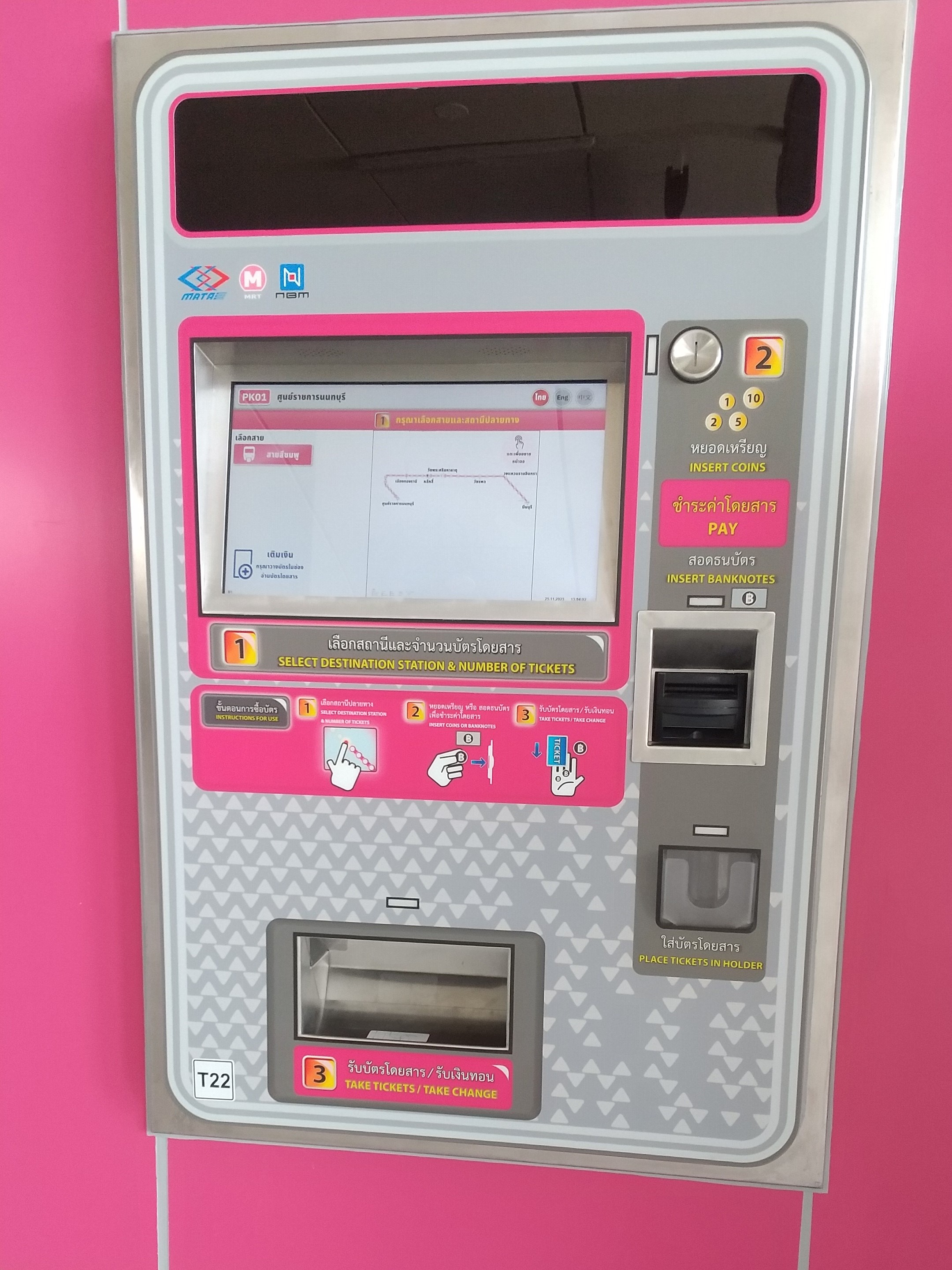
Máy bán vé MRT Tuyến Hồng.